# میچیلیانو
میچیلیانو (به ایتالیایی: Micigliano) یک کومونه در ایتالیا است که در استان ریتی واقع شده‌است.

## خصوصیات
میچیلیانو ۳۷٫۸ کیلومترمربع مساحت و ۱۴۶ نفر جمعیت دارد و ۹۲۵ متر بالاتر از سطح دریا واقع شده‌است.